# Arabedes
Arabedes es una montaña situada en los municipios cántabros de Camaleño y Potes, en España. Mide 694 m de altitud. La vía normal de ascenso es desde Potes.